# Русанов, Иван Устинович
Иван Устинович Русанов (род. 16 сентября 1929 — апрель 2013) — передовик советской топливной промышленности, старший мастер торфопредприятия «Гатчинское» Министерства топливной промышленности РСФСР, Гатчинский район Ленинградской области, Герой Социалистического Труда (1971).

## Биография
Родился в 1929 году в деревне Шелеповка Большесолдатского района Курской области в крестьянской семье.
В 1943 году завершил обучение в школе, а также закончил учиться на курсах трактористов. Трудоустроился работать в местный колхоз на тракторе. Добился высоких показателей по вспашке зяби и уборке урожая. В 1947 году переехал в деревню Жихарево Волховского района Ленинградской области на торфоразработки. Без отрыва от производства получил образование в химико-технологическом техникуме. 
Работал трактористом, механиком, экскаваторщиком. Позже стал трудиться старшим мастером торфопредприятия "Гатчинское". В годы восьмой пятилетки добыча торфа увеличилась в 2,3 раза почти до 300 тысяч тонн в год. 
Указом Президиума Верховного Совета СССР от 20 апреля 1971 года за достижение высоких показателей в производстве Ивану Устиновичу Русанову присвоено звание Героя Социалистического Труда с вручением ордена Ленина и медали «Серп и Молот».
С 1975 года работал в должности директора торфопредприятия "Селивановское", самого отдалённого в производственном объединении "Ленторф". В короткий период времени вывел предприятие на высокий производственный уровень. Заготовки были увеличены до 55 тысяч тонн в год. Улучшил социальную сферу, построил новое жильё для работников. Руководил предприятием до выхода на заслуженный отдых. 
Проживал в городе Волосово. Умер в апреле 2013 года.

## Награды
За трудовые и боевые успехи был удостоен:
- золотая звезда «Серп и Молот» (20.04.1971)
- орден Ленина (20.04.1971)
- другие медали.